# Большое Коровино (Рязанская область)
Большое Коровино — село в Захаровском районе Рязанской области. Административный центр Большекоровинского сельского поселения.

## География
Село расположено в 23 км к северо-западу от районного центра Захарово. Рядом с селом есть пруд. Деревня Малое Коровино расположена в 2,5 км к югу.

## Этимология
Существуют две основных версии появления названия села.
Согласно первой из них первоначальное название села было Большие Крови, и получило оно его в честь большой кровавой битвы, которая произошла в этих местах между русскими и татарами. В пользу этого названия говорят и два кургана, расположенные рядом с селом, якобы служивших сторожевыми постами при Вожской засеке.
Согласно другой версии, своему названию село обязано фамилии или прозвищу первого владельца. А приставку Большое село получило после выделения из его состава Малого Коровина.

## История
Впервые упоминается в 1616 году.
В Рязанских писцовых книгах 1628-29 годов упоминается как пустошь Коровино, поместье Андрея Федорова Филиппова. Позднее, например по 10-й ревизии (1858), также носило название Сергиевское.
В 1771 году в селе была построена церковь в честь Казанской иконы Богоматери.
В 1922 году из храма были изъяты ценности в фонд голодающих Поволжья.
Ранее входило в Зарайский район Московской области.
В проведении коллективизации в селе в 1931-32 годах под псевдонимом Николай Владимирович Елизаров принимал участие Цзян Цзинго — сын Чан Кайши, будущий президент Тайваня, проходивший в то время обучение в Советском Союзе.
В 1929—1956 годах село было центром Больше-Коровинского района.

## Население
| 1859 | 1897 | 1905 | 1939 | 2010 | 2023 |
| ---- | ---- | ---- | ---- | ---- | ---- |
| 604  | ↗695 | ↗775 | ↗857 | ↘252 | ↗263 |

## Социальные объекты
В селе имеется средняя школа.